# Tørrfjorden
Tørrfjorden er en fjordarm af Sørfolda i Sørfold kommune i Nordland fylke i Norge. Den går 4 kilometer i øst/nordøstlig retning fra indløbet mellem Ytter-Tørrfjordskjæret i nord og Langvikneset i syd og ind til det bratte Tennfloget i fjordbunden.
På nordsiden af fjorden ligger Gyltvikfjellet (745 moh.) og på sydsiden ligger Buviknakken (373 moh.). Det 328 meter høje Finnvikfjellet ligger i bunden. Fra Finnvika, i den indre del af Tørrfjorden, går det korte sund Trengselet i nordlig retning og giver forbindelse til Nordfjorden. Tørrfjordelven, som kommer fra Andkjelvatnet, har sit udløb mellem Nerigardshammaren og Leirvikskjæret på sydsiden. 
Der er spredt gårdbebyggelse langs nordsiden af fjorden, med gården Ytter-Tørrfjordskjæret i mundingen og videre indover Slåttvika, Hjellvik og Torkeleng. Europavej E6 følger fjorden langs hele nordsiden, fra Daumannsviktunnelen, og langs den indre del af sydsiden til Megården tunnel.